# Hebira
Hebira (arabe : هبيرة) est une ville du centre-est de la Tunisie située à 45 kilomètres d'El Jem.
Rattachée au gouvernorat de Mahdia, elle constitue une municipalité comptant 3 248 habitants en 2014 ; elle est aussi le chef-lieu d'une délégation.